# Google Scholar

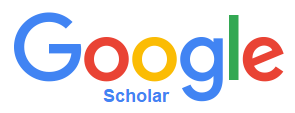
logo Google Scholar 2015

Google Scholar je volně přístupný webový vyhledávač, spadající pod společnost Google, který indexuje plné texty nebo metadata z odborné literatury přes řadu formátů a oborů. Byl poprvé vydán v beta verzi v listopadu 2004, index služby Google Scholar zahrnuje většinu recenzované online dostupné akademické časopisy, knihy, konferenční příspěvky, diplomové práce a disertace, preprintů, abstrakt, technických zpráv, a jiné odborné literatury, včetně patentů. Výzkumníci odhadují, že v květnu 2014 obsahoval zhruba 160 milionů dokumentů  a dřívější statistický odhad zveřejněný v PLOS ONE odhaduje že přibližně 80-90% všech článků bylo publikovaných v angličtině.